# Velddriel
Velddriel est un village néerlandais de la commune de Maasdriel, situé dans la province du Gueldre.

## Géographie
Velddriel est situé dans le Bommelerwaard au sud-ouest du village de Kerkdriel, avec lequel il forme une seule agglomération.

## Histoire
En 1840, le village appartenait à la commune de Driel et comptait 65 maisons et 422 habitants.